# 1242
Il 1242 (MCCXLII in numeri romani) è un anno  del XIII secolo.

## Eventi
- Marzo - I Mongoli, mentre inseguono il re d'Ungheria Béla IV, subiscono una grave sconfitta presso la fortezza di Clissa, in Croazia.
- La battaglia del lago ghiacciato si tenne il 5 aprile 1242 sul Lago dei Ciudi, lungo l'attuale confine fra Russia ed Estonia.
- La risoluzione delle cinque questioni siciliane di Federico II di Svevia pervenne dal califfo Almohade-Abd-al-Wahid-ar-Rashid tramite il mistico Ibn Sab'in, un Sufi andaluso di Murcia.

## Nati
- 27 gennaio - Margherita d'Ungheria, religiosa e santa ungherese († 1271)
- 2 marzo - Isabella di Francia, principessa francese († 1271)
- 25 giugno - Beatrice d'Inghilterra, nobile († 1275)
- 15 dicembre - Principe Munetaka, militare giapponese († 1274)
- Elena Ducas, principessa bizantina († 1271)
- Beatrice di Navarra, nobile († 1295)
- Cristina di Stommeln, mistica tedesca († 1312)
- Patrick Dunbar, VIII conte di March, nobile scozzese († 1308)
- Giorgio Pachimere, storico e scrittore bizantino
- Teodorico di Landsberg, nobile tedesco († 1285)
- Corrado di Antiochia, nobile italiano († 1320)
- Giovanni di Brunswick-Lüneburg, duca († 1277)
- Beatrice di Castiglia e Guzmán, sovrana († 1303)

## Morti
- 1º febbraio - Santa Verdiana, religiosa italiana (n. 1182)
- 10 febbraio - Enrico VII di Hohenstaufen, re tedesco (n. 1211)
- 10 febbraio - Shijō, imperatore giapponese (n. 1231)
- 9 aprile - Richard de Morins, religioso e storico britannico (n. 1161)
- 15 maggio - Bahram di Delhi, sultano
- 26 giugno - Thomas de Beaumont, VI conte di Warwick, conte (n. 1208)
- 1º luglio - Chagatai, generale mongolo (n. 1183)
- 15 luglio - Ceslao di Cracovia, presbitero polacco
- 23 agosto - Arcimbaldo VIII di Borbone, nobile
- 7 ottobre - Juntoku, imperatore giapponese (n. 1197)
- 4 dicembre - Abd al-Wahid II, califfo berbero
- 5 dicembre - Al-Mustansir, califfo arabo (n. 1192)
- 9 dicembre - Richard le Gras, abate e politico inglese
- 26 dicembre - Hugh de Lacy, I conte di Ulster, nobile britannico
- Pietro Capuano iuniore, cardinale e patriarca cattolico italiano
- Enguerrand III, signore di Coucy, nobile francese
- Giovanni da Salerno, religioso italiano (n. 1190)
- Nuño Sánchez, conte (n. 1185)
- Patrick, conte di Atholl, nobile scozzese
- Pierre de Vielle-Bride, francese
- Alberto da Camino, vescovo cattolico italiano
- Guecellone V da Camino, nobile italiano

## Calendario
| Calendario 1242 | Calendario 1242 | Calendario 1242 | Calendario 1242 | Calendario 1242 | Calendario 1242 | Calendario 1242 | Calendario 1242 | Calendario 1242 | Calendario 1242 | Calendario 1242 | Calendario 1242 | Calendario 1242 | Calendario 1242 | Calendario 1242 | Calendario 1242 | Calendario 1242 | Calendario 1242 | Calendario 1242 | Calendario 1242 | Calendario 1242 | Calendario 1242 | Calendario 1242 | Calendario 1242 | Calendario 1242 | Calendario 1242 | Calendario 1242 | Calendario 1242 | Calendario 1242 | Calendario 1242 | Calendario 1242 | Calendario 1242 | Calendario 1242 |
| --------------- | --------------- | --------------- | --------------- | --------------- | --------------- | --------------- | --------------- | --------------- | --------------- | --------------- | --------------- | --------------- | --------------- | --------------- | --------------- | --------------- | --------------- | --------------- | --------------- | --------------- | --------------- | --------------- | --------------- | --------------- | --------------- | --------------- | --------------- | --------------- | --------------- | --------------- | --------------- | --------------- |
|                 | 1               | 2               | 3               | 4               | 5               | 6               | 7               | 8               | 9               | 10              | 11              | 12              | 13              | 14              | 15              | 16              | 17              | 18              | 19              | 20              | 21              | 22              | 23              | 24              | 25              | 26              | 27              | 28              | 29              | 30              | 31              |                 |
| Gennaio         | Me              | Gi              | Ve              | Sa              | Do              | Lu              | Ma              | Me              | Gi              | Ve              | Sa              | Do              | Lu              | Ma              | Me              | Gi              | Ve              | Sa              | Do              | Lu              | Ma              | Me              | Gi              | Ve              | Sa              | Do              | Lu              | Ma              | Me              | Gi              | Ve              |                 |
| Febbraio        | Sa              | Do              | Lu              | Ma              | Me              | Gi              | Ve              | Sa              | Do              | Lu              | Ma              | Me              | Gi              | Ve              | Sa              | Do              | Lu              | Ma              | Me              | Gi              | Ve              | Sa              | Do              | Lu              | Ma              | Me              | Gi              | Ve              |                 |                 |                 |                 |
| Marzo           | Sa              | Do              | Lu              | Ma              | Me              | Gi              | Ve              | Sa              | Do              | Lu              | Ma              | Me              | Gi              | Ve              | Sa              | Do              | Lu              | Ma              | Me              | Gi              | Ve              | Sa              | Do              | Lu              | Ma              | Me              | Gi              | Ve              | Sa              | Do              | Lu              |                 |
| Aprile          | Ma              | Me              | Gi              | Ve              | Sa              | Do              | Lu              | Ma              | Me              | Gi              | Ve              | Sa              | Do              | Lu              | Ma              | Me              | Gi              | Ve              | Sa              | Do              | Lu              | Ma              | Me              | Gi              | Ve              | Sa              | Do              | Lu              | Ma              | Me              |                 |                 |
| Maggio          | Gi              | Ve              | Sa              | Do              | Lu              | Ma              | Me              | Gi              | Ve              | Sa              | Do              | Lu              | Ma              | Me              | Gi              | Ve              | Sa              | Do              | Lu              | Ma              | Me              | Gi              | Ve              | Sa              | Do              | Lu              | Ma              | Me              | Gi              | Ve              | Sa              |                 |
| Giugno          | Do              | Lu              | Ma              | Me              | Gi              | Ve              | Sa              | Do              | Lu              | Ma              | Me              | Gi              | Ve              | Sa              | Do              | Lu              | Ma              | Me              | Gi              | Ve              | Sa              | Do              | Lu              | Ma              | Me              | Gi              | Ve              | Sa              | Do              | Lu              |                 |                 |
| Luglio          | Ma              | Me              | Gi              | Ve              | Sa              | Do              | Lu              | Ma              | Me              | Gi              | Ve              | Sa              | Do              | Lu              | Ma              | Me              | Gi              | Ve              | Sa              | Do              | Lu              | Ma              | Me              | Gi              | Ve              | Sa              | Do              | Lu              | Ma              | Me              | Gi              |                 |
| Agosto          | Ve              | Sa              | Do              | Lu              | Ma              | Me              | Gi              | Ve              | Sa              | Do              | Lu              | Ma              | Me              | Gi              | Ve              | Sa              | Do              | Lu              | Ma              | Me              | Gi              | Ve              | Sa              | Do              | Lu              | Ma              | Me              | Gi              | Ve              | Sa              | Do              |                 |
| Settembre       | Lu              | Ma              | Me              | Gi              | Ve              | Sa              | Do              | Lu              | Ma              | Me              | Gi              | Ve              | Sa              | Do              | Lu              | Ma              | Me              | Gi              | Ve              | Sa              | Do              | Lu              | Ma              | Me              | Gi              | Ve              | Sa              | Do              | Lu              | Ma              |                 |                 |
| Ottobre         | Me              | Gi              | Ve              | Sa              | Do              | Lu              | Ma              | Me              | Gi              | Ve              | Sa              | Do              | Lu              | Ma              | Me              | Gi              | Ve              | Sa              | Do              | Lu              | Ma              | Me              | Gi              | Ve              | Sa              | Do              | Lu              | Ma              | Me              | Gi              | Ve              |                 |
| Novembre        | Sa              | Do              | Lu              | Ma              | Me              | Gi              | Ve              | Sa              | Do              | Lu              | Ma              | Me              | Gi              | Ve              | Sa              | Do              | Lu              | Ma              | Me              | Gi              | Ve              | Sa              | Do              | Lu              | Ma              | Me              | Gi              | Ve              | Sa              | Do              |                 |                 |
| Dicembre        | Lu              | Ma              | Me              | Gi              | Ve              | Sa              | Do              | Lu              | Ma              | Me              | Gi              | Ve              | Sa              | Do              | Lu              | Ma              | Me              | Gi              | Ve              | Sa              | Do              | Lu              | Ma              | Me              | Gi              | Ve              | Sa              | Do              | Lu              | Ma              | Me              |                 |